# بيرات
بيرات (بالألبانية: Berat) أو بيراتي  (بالألبانية: Berati) هي مدينة و بلدية تقع في جنوب وسط ألبانيا، وهي عاصمة مقاطعة بيرات وهي أيضا واحدة من أقدم المدن المأهولة. أدرجت اليونسكو البلدة القديمة التي تسمى مانغاليم ضمن قائمة التراث العالمي في يوليو 2008. تشكلت البلدية في عام 2015 ضمن إصلاحات محلية في الحكم من خلال دمج البلديات السابقة بيرات وسينجي وروشنيك وأوتلاك وفيلابيشت، والتي أصبحت وحدات بلدية.
مقر بلدية هي مدينة بيرات. بلغ مجموع السكان 60,031 (تعداد عام 2011) وتبلغ مساحتها 379.98 كيلومتر مربع (146.71 ميل2). بلغ عدد سكان البلدية السابقة 32,606 نسمة في تعداد 2011.

## المناخ
يظهر الجدول التالي التغييرات المناخية على مدار السنة لبيرات:
| البيانات المناخية لـبيرات         | البيانات المناخية لـبيرات | البيانات المناخية لـبيرات | البيانات المناخية لـبيرات | البيانات المناخية لـبيرات | البيانات المناخية لـبيرات | البيانات المناخية لـبيرات | البيانات المناخية لـبيرات | البيانات المناخية لـبيرات | البيانات المناخية لـبيرات | البيانات المناخية لـبيرات | البيانات المناخية لـبيرات | البيانات المناخية لـبيرات | البيانات المناخية لـبيرات |
| الشهر                             | يناير                     | فبراير                    | مارس                      | أبريل                     | مايو                      | يونيو                     | يوليو                     | أغسطس                     | سبتمبر                    | أكتوبر                    | نوفمبر                    | ديسمبر                    | المعدل السنوي             |
| --------------------------------- | ------------------------- | ------------------------- | ------------------------- | ------------------------- | ------------------------- | ------------------------- | ------------------------- | ------------------------- | ------------------------- | ------------------------- | ------------------------- | ------------------------- | ------------------------- |
| الدرجة القصوى °م (°ف)             | 25 (77)                   | 27 (81)                   | 29 (84)                   | 34 (93)                   | 38 (100)                  | 43 (109)                  | 44 (111)                  | 43 (109)                  | 42 (108)                  | 35 (95)                   | 30 (86)                   | 28 (82)                   | 44 (111)                  |
| متوسط درجة الحرارة الكبرى °م (°ف) | 14.4 (57.9)               | 15.3 (59.5)               | 17.1 (62.8)               | 22 (72)                   | 25.3 (77.5)               | 30.4 (86.7)               | 33.4 (92.1)               | 33.6 (92.5)               | 29.2 (84.6)               | 24 (75)                   | 20 (68)                   | 15.8 (60.4)               | 23.4 (74.1)               |
| متوسط درجة الحرارة الصغرى °م (°ف) | 2.0 (35.6)                | 2.1 (35.8)                | 4.2 (39.6)                | 10 (50)                   | 13 (55)                   | 17.8 (64.0)               | 20.3 (68.5)               | 20.0 (68.0)               | 17.0 (62.6)               | 12.5 (54.5)               | 9.3 (48.7)                | 3.5 (38.3)                | 11.0 (51.7)               |
| أدنى درجة حرارة °م (°ف)           | −10 (14)                  | −9 (16)                   | −4 (25)                   | −1 (30)                   | 3 (37)                    | 8 (46)                    | 14 (57)                   | 12 (54)                   | 6 (43)                    | 0 (32)                    | −3 (27)                   | −8 (18)                   | −10 (14)                  |
| الهطول مم (إنش)                   | 145 (5.7)                 | 152 (6.0)                 | 108 (4.3)                 | 97 (3.8)                  | 65 (2.6)                  | 20 (0.8)                  | 4 (0.2)                   | 5 (0.2)                   | 30 (1.2)                  | 80 (3.1)                  | 190 (7.5)                 | 198 (7.8)                 | 1٬094 (43.2)              |
| المصدر: METEOALB Weather Station  |                           |                           |                           |                           |                           |                           |                           |                           |                           |                           |                           |                           |                           |

## توأمة
لبيرات اتفاقيات توأمة مع كل من:
- لوفتش (8 يوليو 2008 - )[9]
- بلويشت
- كرمئيل
- فيرمو [9]
- Kruševo [الإنجليزية]‏ [9]

## أعلام
- مارغريتا توتولاني
- محمد باشا الكوبريللي